# Randy Smith
Randolph Smith, detto Randy (Bellport, 12 dicembre 1948 – Norwich, 4 giugno 2009), è stato un cestista e allenatore di pallacanestro statunitense, professionista nella NBA.

## Carriera
Venne selezionato dai Detroit Pistons al quattordicesimo giro del Draft NBA 1970 (205ª scelta assoluta) e dai Buffalo Braves al settimo giro del Draft NBA 1971 (104ª scelta assoluta).

## Statistiche
| * | Primo nella lega |

### NBA

#### Regular season
| Anno      | Squadra             | PG  | PT  | MP   | TC%  | 3P%  | TL%  | RP  | AP  | PRP | SP  | PP   |
| --------- | ------------------- | --- | --- | ---- | ---- | ---- | ---- | --- | --- | --- | --- | ---- |
| 1971-1972 | Buffalo Braves      | 76  | -   | 27,6 | 48,2 | -    | 62,2 | 4,8 | 2,5 | -   | -   | 13,4 |
| 1972-1973 | Buffalo Braves      | 82  | -   | 31,7 | 44,3 | -    | 72,7 | 4,8 | 5,1 | -   | -   | 14,8 |
| 1973-1974 | Buffalo Braves      | 82  | -   | 33,5 | 49,2 | -    | 71,2 | 3,8 | 4,7 | 2,5 | 0,0 | 15,5 |
| 1974-1975 | Buffalo Braves      | 82  | -   | 36,6 | 48,4 | -    | 80,0 | 4,2 | 6,5 | 1,7 | 0,0 | 17,8 |
| 1975-1976 | Buffalo Braves      | 82  | 82  | 38,6 | 49,4 | -    | 81,7 | 5,1 | 5,9 | 1,9 | 0,0 | 21,8 |
| 1976-1977 | Buffalo Braves      | 82  | -   | 37,7 | 46,7 | -    | 76,2 | 5,6 | 5,4 | 2,1 | 0,1 | 20,7 |
| 1977-1978 | Buffalo Braves      | 82  | 82  | 40,4 | 46,5 | -    | 80,0 | 3,8 | 5,6 | 2,1 | 0,1 | 24,6 |
| 1978-1979 | San Diego Clippers  | 82  | 82  | 37,9 | 45,5 | -    | 81,3 | 3,6 | 4,8 | 2,2 | 0,1 | 20,5 |
| 1979-1980 | Cleveland Cavaliers | 82  | 82  | 32,6 | 45,2 | 18,9 | 82,3 | 3,1 | 4,4 | 1,5 | 0,1 | 17,6 |
| 1980-1981 | Cleveland Cavaliers | 82  | -   | 26,8 | 46,6 | 3,6  | 81,5 | 2,4 | 4,4 | 1,4 | 0,2 | 14,6 |
| 1981-1982 | N.Y. Knicks         | 82  | 40  | 24,8 | 46,5 | 27,3 | 80,8 | 1,9 | 3,1 | 1,1 | 0,0 | 10,0 |
| 1982-1983 | San Diego Clippers  | 65  | 16  | 19,4 | 48,9 | 18,8 | 86,3 | 1,4 | 3,0 | 0,8 | 0,0 | 9,1  |
| 1982-1983 | Atlanta Hawks       | 15  | 0   | 9,5  | 43,9 | 0,0  | 92,9 | 0,5 | 0,9 | 0,1 | 0,0 | 4,7  |
| Carriera  | Carriera            | 976 | 384 | 32,2 | 47,0 | -    | 78,1 | 3,7 | 4,6 | 1,7 | 0,1 | 16,7 |

#### Play-off
| Anno     | Squadra        | PG | PT | MP   | TC%  | 3P% | TL%  | RP  | AP   | PRP | SP  | PP   |
| -------- | -------------- | -- | -- | ---- | ---- | --- | ---- | --- | ---- | --- | --- | ---- |
| 1974     | Buffalo Braves | 6  | -  | 37,8 | 40,0 | -   | 65,0 | 4,3 | 4,5  | 1,7 | 0,2 | 14,2 |
| 1975     | Buffalo Braves | 7  | -  | 40,9 | 47,6 | -   | 86,7 | 4,3 | 7,0  | 2,6 | 0,1 | 18,0 |
| 1976     | Buffalo Braves | 9  | -  | 42,9 | 50,3 | -   | 83,7 | 5,8 | 8,6* | 1,6 | 0,0 | 22,6 |
| 1983     | Atlanta Hawks  | 2  | -  | 7,5  | 20,0 | -   | 100  | 0,5 | 2,0  | 0,5 | 0,0 | 3,0  |
| Carriera | Carriera       | 24 | -  | 38,1 | 46,5 | -   | 81,6 | 4,5 | 6,5  | 1,8 | 0,1 | 17,5 |

## Palmarès

### Giocatore
- All-NBA Second Team (1976)
- 2 volte NBA All-Star (1976, 1978)
- NBA All-Star Game MVP (1978)